# Centralamerikansk tapir
Centralamerikansk tapir (Tapirus bairdii) är en av de fem arterna av tapirer. Den lever i Centralamerika (södra Nordamerika) och norra Sydamerika, från södra Mexiko till nordvästra Colombia.

## Kännetecken
Den centralamerikanska tapiren har en kroppslängd (huvud och bål) på 180 till 250 centimeter, en skulderhöljd på 73 till 120 centimeter och en vikt på 150 till 300 kilogram och är därmed den största av de tre amerikanska tapirerna. Pälsen är mörkbrun med ljusare gråvita till grågulaktiga kinder och strupe. Öronen är uppstående och något rundade till sin form och har vita kanter. Svansens längd är 7 till 13 centimeter. Som hos andra tapirer har ungarna till en början en helt annorlunda färgteckning än de vuxna djuren och är mönstrade med prickar och ränder som ett skyddande kamouflage.
En smal och långsträckt man förekommer på ryggens topp men den är ibland otydlig. Honor har två spenar vid ljumsken. Extremiteterna är jämförd med bålen smala. Av artens fyra fingrar vid framtassarna är en förminskad. Bakfötterna har tre tår.

## Utbredning
Den centralamerikanska tapiren förekommer södra Mexiko, Belize, Costa Rica, Guatemala, Honduras, Nicaragua, Panama och nordvästra Colombia. Tidigare fanns den också i El Salvador, men den anses nu försvunnen därifrån. Populationstrenden för arten är minskande och den är klassad som starkt hotad. Ett hot mot djuret är habitatförlust, exempelvis genom skogsavverkning, och ett annat är att det i vissa områden förekommer illegal jakt.

## Levnadssätt
Den centralamerikanska tapirens habitat är främst olika typer av fuktiga skogsområden och våtmarker, upp till en höjd av 3 600 meter över havet. Dess föda utgörs av ett brett urval av olika växter och växtdelar, som skott, blad, kvistar, blommor och frukt. Den är som andra tapirer i allmänhet ett solitärt djur, undantaget den tid som en hona tillbringar tillsammans med sin unge.
Arten är vanligen nattaktiv men ibland letar den på dagen efter föda. Under den torra perioden vilar individerna gärna i fördjupningar som är fyllda med vatten. Detta hovdjur har bra förmåga att springa och simma. Beroende på habitat varierar revirets storlek mellan 1,25 och 1,7 kvadratkilometer. Revirets gränser markeras med urin men allmänt förekommer en överlappning av exemplarens territorier.
Honor kan para sig hela året men de flesta parningar sker kort före regntiden. Efter 390 till 400 dagar dräktighet föder honan en unge som väger i genomsnitt 9,4 kilogram vid födelsen. Ungen diar sin mor ungefär ett år. Ungdjuret lämnar sin mor efter ytterligare ett år eller något tidigare. En centralamerikansk tapir som fångades i vildmarken och som levde resten av livet i fångenskap blev nästan 30 år gammal.